# Покрајина Казвин
Казвин (перс. استان قزوین) је једна од 31 покрајина Ирана која се налази у северозападном делу државе. Настала је 1993. године из Покрајине Техеран. Претежно је настањена Персијанцима, а у југоисточном делу живе Азери. Административно седиште покрајине је истоимени град Казвин.

## Окрузи
- Абјечки округ
- Алборшки округ
- Аваџански округ
- Бујин-Захрански округ
- Казвински округ
- Такестански округ